# 同胞援護会
恩賜財団同胞援護会（おんしざいだんどうほうえんごかい）は、1946年（昭和21年）から1951年（昭和26年）まで全国の都道府県に支部を置き社会福祉事業を行っていた組織。支部は各県庁に置かれ支部長は県知事が務めたが、その後の改組により各支部は独立し、1951年（昭和26年）3月の社会福祉事業法の制定により各支部は独立した社会福祉法人となった。

## 概要
引揚者や戦災者に対する生活相談、物資頒布事業や一時収容所、定着寮の運営など戦争で疲弊した市民の物心両面にわたる援護を中心に事業を展開した。本部解散後、下部組織の恩賜財団東京都同胞援護会、恩賜財団神奈川県同胞援護会、恩賜財団愛知県同胞援護会などは独立した社会福祉法人として再発足し存続している。同胞援護会が中心となって、社会福祉協議会を発足させたケースも多い。

## 沿革
1938年（昭和13年）、昭和天皇から御内帑金300万円が下賜され、従来からあった社団法人帝国軍人後援会、財団法人大日本軍人後援会、財団法人振武育英会を傘下に収め、恩賜財団軍人援護会（総裁：朝香宮鳩彦王）が発足した。
1945年（昭和20年）4月28日、財団法人戦時国民共助義会の発展団体として恩賜財団戦災援護会が発足した。この間、4月17日に天皇から御内帑金1,000万円の下賜があり、高松宮宣仁親王が総裁に就任、会長には岡田忠彦厚生大臣が就任し組織が強化された。
1946年（昭和21年）3月13日、主に戦災者や引揚者の援護事業を行っていた恩賜財団戦災援護会と、主に戦没軍人の遺族や傷病軍人、および、その家族の援護事業を行っていた恩賜財団軍人援護会とが合併し、両団体の事業の継承団体として恩賜財団同胞援護会が設立された。新たに発足した恩賜財団同胞援護会は、総裁として高松宮宣仁親王が就任し、会長には公爵徳川家正が就任した。
1951年（昭和26年）2月、財団法人中央社会福祉協議会（現在の全国社会福祉協議会）の設立により、恩賜財団同胞援護会本部が解散した。